# Etiopiska folkets revolutionära demokratiska front
Etiopiska folkens revolutionära demokratiska front (amhariska: የኢትዮጵያ ሕዝቦች አዮታዊ ዲሞክራሲያዊ ግንባር, EPRDF) är den styrande koalitionsregeringen i Etiopien sedan 1995. Partiets ideologi är revolutionär demokrati och socialism. Det har hållits två val under regeringens tid vid makten och Etiopiska folkets revolutionära demokratiska front har vunnit båda valen. Demokratin i landet har oftat ifrågasatts av västländerna på grund av att den nuvarande regeringen försöker försvaga oppositionen i landet efter valet 2005.
Den styrs av Tigrayan People Liberation Front, Amhara National Democratic Movement, Oromo Peoples' Democratic Organization, och Southern Ethiopian People's Democratic Movement. Oromo Liberation Front var med i koalitionen men bröt sig ut efter konflikter om fördelning av makten. Tigray People Liberation Front som störtade Mengistu har dominerat den politiska arenan sedan dess.
Regeringen har infört demokratiska federala stater. Varje etnisk folkgrupp styr sin region.
Vissa observatörer anser regeringen vara odemokratisk. Amnesty och Human Rights Watch har rapporterat om att regeringen kränker mänskliga rättigheter, särskilt mot personer som är kritiska mot regering.